# 독일의 덴마크 침공 (1940년)
독일군의 덴마크 침공(영어: German invasion of Denmark)은 1940년 4월 9일 독일군과 덴마크군이 국경에서 전투한 전쟁이다. 독일군의 지상 전역에 대항한 덴마크군은 잠시 동안 저항하고 항복했다.

## 덴마크 침공의 동기
덴마크 침공은 노르웨이를 침공하는 베저위붕 작전으로 시작되었다. 이 작전의 목적은 나르비크의 철광석 항구를 점령하기 위해서였다. 노르웨이를 점령하기 위해서, 독일군은 윌란반도 북부의 올보르 공항 점령이 필요했다. 독일 공군 사령부는 영국 폭격기가 독일 도시를 공격할 때 북쪽에서 우회할 수 없게 만들기 위해 독일 항공 방어 시스템을 북쪽으로 연장하기 위해 덴마크 공격에 찬성했다. 또한, 노르웨이의 피오르는 북대서양의 독일 잠수함 기지에 알맞았다.

## 독일의 침공 계획
독일 최고 사령부는 신속히 덴마크를 정복하기 위해 올보르를 폭격하고, 해군의 보조로 보병이 코펜하겐과 윌란반도를 동시에 침공하기 시작하는 것으로 결정했다.

## 접전
비록 덴마크 육군이 공격을 미리 예측하고 방어 위치로 이동하고 준비하였지만 덴마크 정부는 독일에게 공격의 명분을 주고 싶지 않았다. 지상 침공은 국경 경비대와 유틀란트 반도의 소규모 부대가 흩어져 있어 공격하기에 알맞았다.

### 유틀란트 반도 전투
0415시에 덴마크 국경의 새드, 랜스, 파드보르그, 크루사 등의 마을이 공격당했다. 크릭스마리네가 동시에 릴레벨트 해협에서 병력을 상륙시켜 국경 부대의 전투를 막았다.

#### 동부

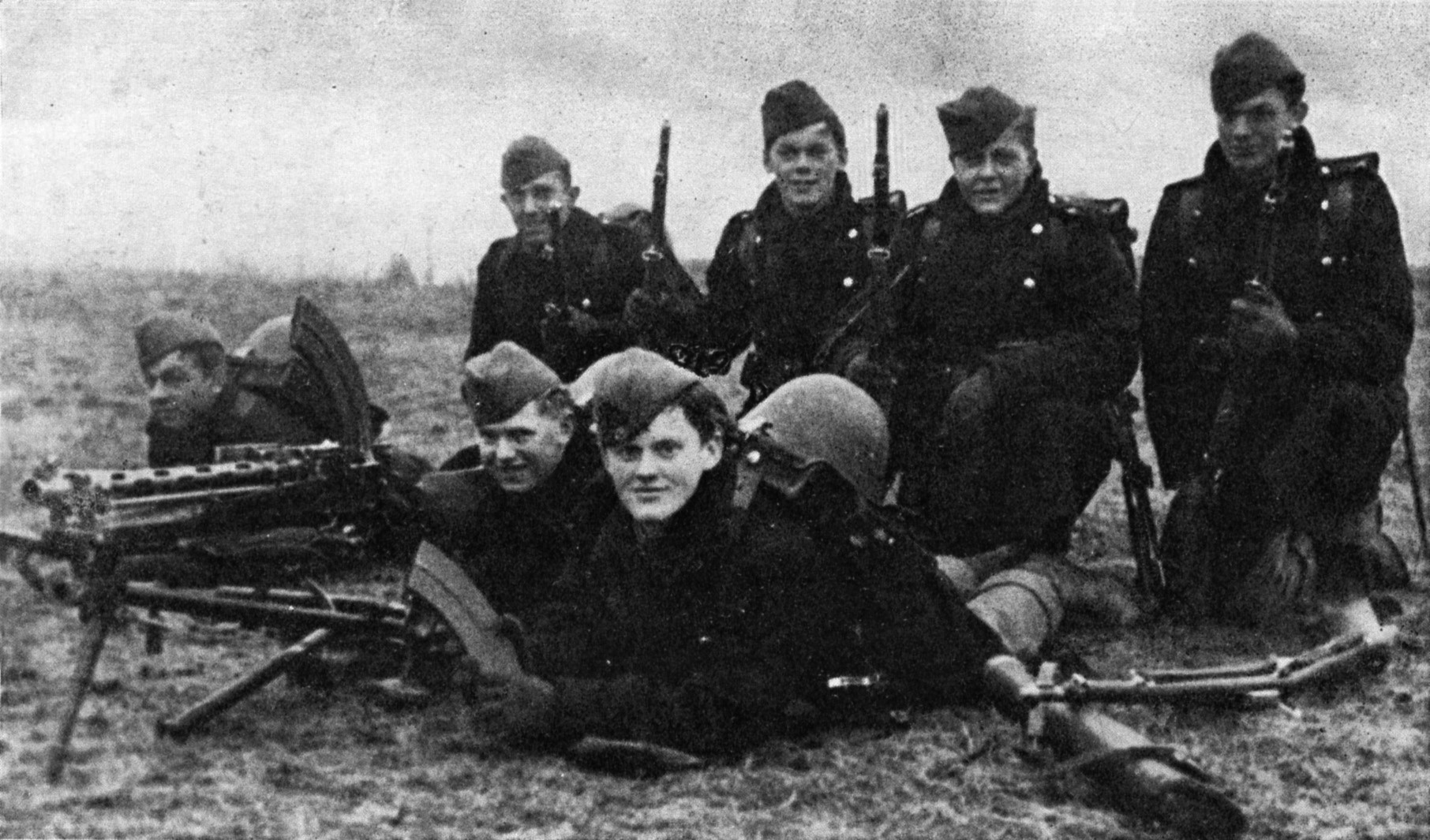
덴마크군은 아침에 독일군의 공격을 받았다. 이 두 군인은 이날 전투에서 사망했다.

##### 룬드토프트페르그
덴마크 육군과 독일군 간 첫 충돌은 룬드토프트페르그(Lundtoftbjerg)로 두 개의 20mm 포와 경기관총으로 무장한 덴마크 소대가 도로를 차지하고 점령했다. 덴마크는 후퇴하기 전까지 잠시 저항했다. 독일군은 장갑차 2대와 오토바이 3대를 잃었으며, 덴마크군은 1명이 죽고 2명이 부상을 입었다.

##### 호케루프
룬드토프트페르그에서 몇 km 떨어진 곳에 위치한 포케루프(Hokkerup)에서, 또 다른 독일 열이 34명의 덴마크인 부대의 저항을 만났다. 덴마크군은 독일 장갑차 3대를 파괴하고 후퇴하게 했다. 독일은 300m 떨어진 지점에서 37mm 포를 설치하지만, 덴마크군을 제압하기까지 한 발의 포만 발사했다. 독일군은 결국 덴마크군을 포위하고 항복시켰으며, 이 과정에서 덴마크군 2명이 사망했다.

##### 베르그코프
룬드토프트페르그에서 7km 북부에 위치한 곳의 독일군은 20mm 포로 방어하고 있는 저항군을 만났고, 독일 전차는 장애물을 밀어버리고 발포했다. 독일 전차가 그 곳에 도착하기까지 포는 1번 응사했다. 포수는 인근 숲에서 다시 발사하려 시도했지만, 독일 항공기의 기총 소사로 사망했다. 두 번째 포는 고장이 났다. 덴마크는 오토바이로 탈출을 시도하지만 독일군은 이를 포위하고 항복시켰다.

#### 중부

##### 브레데배드
국경에서 10km 떨어진 브레데배드(Bredevad) 마을에서 진군하던 독일 장갑차 4대와 덴마크군이 만났다. 덴마크군은 방금 도착하여 장애물을 만들 시간도 없었고 정원에 불을 지름으로써 전진을 막고자 했다. 기관총과 20mm 포로 무장한 약 1.5개 소대가 경고탄을 발포했다. 독일군은 덴마크군의 사격을 무시했지만 전위 장갑차를 쳐서 운전자를 죽였다. 짧은 논쟁이 있었다. 덴마크군이 장갑차 3대 이상을 제압하고 사상자는 4명이 나왔다. 독일군은 덴마크군을 포위하고 항복시켰다.

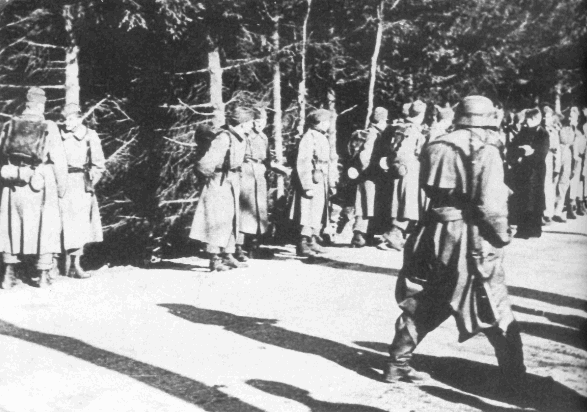
베르그코프의 덴마크군 포로.

##### 하데르슬레우
쇠가라드 덴마크 육군 기지에 있는 덴마크군은 유틀란트 사단의 주력 부대가 전투 준비를 하고 있는 바일레까지 북쪽으로 후퇴하고, 후퇴 도중 오벤로에서 덴마크 수비군과 독일군 간 짧은 교전이 이루어져 독일군 차량이 공격당했다. 독일 전차에 피해를 준 이후, 덴마크 후위군은 하데르슬레우로 후퇴했다.
하데르슬레우에는 마을의 병영과 병영으로 이루어진 도로를 방어하는 유틀란트 사단 산하 225명의 방어군이 수비를 받고 있었다. 하데슬라브 남부의 외곽에서 일어난 초기 전투에서 5명의 승무원이 있는 37mm 대전차포로 접근하는 장갑차를 공격했다. 전차 2대가 손상을 입었고, 승무원 2명이 사망했으며 나머지는 부상을 입었다. 모퉁이 너머로, 두 개의 20mm 포로 이루어진 장애물이 계속 저항해왔다. 독일군이 중포격을 하여 덴마크 군인 1명이 사망했지만, 독일군은 계속 그 자리에서 멈춰야 했다. 이 전투는 코펜하겐에서 항복 명령이 내리기 전까지 10분동안 계속 진행되었다. 독일군은 하데르슬레우 마을 내로 진격하는 것이 허용되었지만, 그 마을에 주둔해 있던 덴마크 수비군은 항복 명령을 받지 못하여 독일군에게 사격했다. 이 공격으로 인해 독일 오토바이병 1명이 사망하고 전차 2대가 손상을 입었다. 병영을 방어하는 동안 덴마크 병사 2명이 사망했다. 또한, 교전으로 인해 덴마크 민간인 3명이 사망했다. 그러나, 코펜하겐에서 온 항복 명령이 도착하면서 수비군은 모두 항복했다.

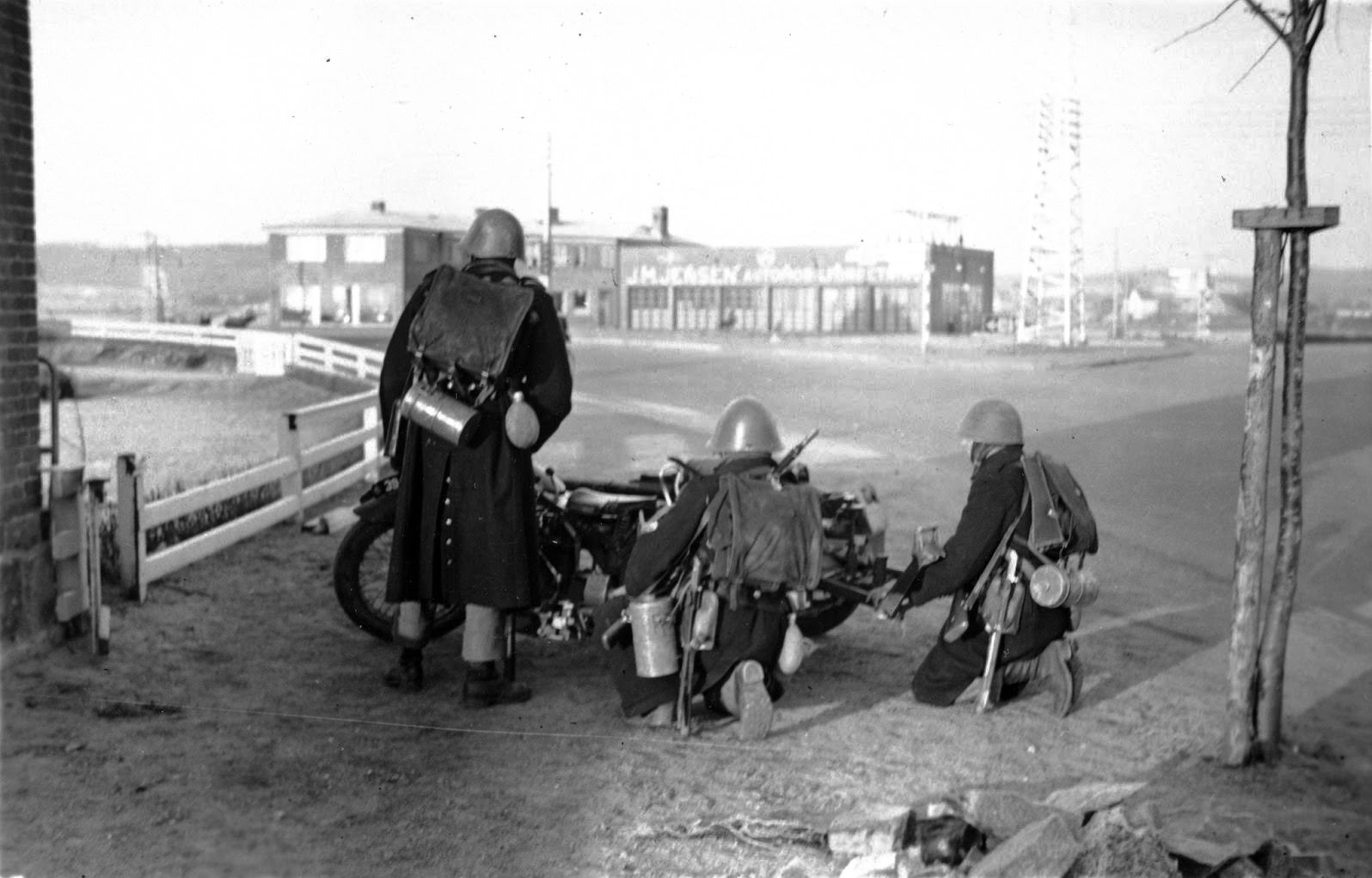
아벤라의 메드센 20mm 대전차포.

#### 서부

##### 퇴네르 수비군
유틀란트 반도 서부에서 일어난 최초의 전투는 퇴네르 수비군과의 충돌이다. 첫 번째 전투는 아빌드의 독일 장갑차 2대가 덴마크군이 퇴각하기 전까지 20mm 대전차포로 공격하면서 시작되었다. 더 나아가서, 쇨스테드에서 독일군은 장갑차 1대가 파괴되고 1대가 손상을 입어 진격을 완전히 정지했다. 독일군은 헨셸 Hs 126의 항공 지원을 받고 나서야 진격을 시작하고 덴마크군을 브레데브로까지 후퇴시킬 수 있었다. 퇴네르 수비군이 브레데브로에 도착하자 항복 명령이 발송되었고 이후 전투가 끝났다.

##### 아빌드와 쇨스테드
아빌드에서 덴마크 20mm 대전차포 대원들은 후퇴할 때까지 독일 11 차량화 연대 소속 독일 장갑차 2대를 공격했다. 쇨스테드에서는 50명 미만으로 구성된 덴마크 대전차군이 20mm 대전차포를 갖춘 채 도로를 방어했다. 독일 11 차량화 연대가 진격해 오자, 덴마크군은 독일 장갑차에게 공격을 시작했다. 첫 번째 차량은 완전히 파괴되었고 독일군이 계속 전진했지만 충돌 후 철수했다. 덴마크군은 여러 번 공격받았지만 다시 공격했다. 독일 보병이 덴마크 수비군을 앞지르려고 시도했지만, 두 번의 시도는 중포격을 만나 실패했다. 독일군이 공격에 실패한 이후, 독일 연대 지휘관은 라디오를 통해 지원을 요청했다. 곧 독일 헨셸 Hs 126 3기가 나타났다. 독일 전투기가 기총소사 및 폭격을 한 이후 덴마크 지휘관은 브레데브로까지 후퇴하라고 명령했다.

### 공수 상륙
약 0500시에 세계 최초로 낙하산병의 공격이 이루어졌다. 융커스 Ju 52 9대에서 강습한 팔시름예거 대원 96명이 셸란섬의 팔르스테르와 마네되 섬 해안 요새를 잇는 스토르스퇴름 다리로 강하했다. 독일군은 요새 주변에서 큰 전투가 있을 것이라고 예상했지만, 팔시름예거들이 요새에는 사병 2명과 장교 1명만 있는 것을 보고 놀랬다. 이 다리를 점령하면서 독일 198 보병 사단이 육지를 통해 코펜하겐으로 진격할 길을 확보했다.
75분 후, 낙하산병 수백명이 올보르에 도착하면서 베저위붕 쉬드 작전에서 주요 군사 목표 및 북부 유틀란트 반도의 주요 도시를 점령하기 위해 가장 중요한 목표인 올보르 비행장을 점령했다. 이 점령 작전은 노르웨이 침공을 위한 주요 발판으로 계획되었다. 팔시름예거는 1시간 이내에 모든 저항을 불식시켰고, 엄청난 수의 독일군 비행기들이 올보르 비행장으로 착률하기 시작했다. 첫날에만 200번 이상의 이착륙이 있었으며, 이들 대부분은 노르웨이 오슬로 포르네부 국제공항으로 병력 및 연료를 운반시키는 데 사용했다.
-공중작전-
4개 중대 크기를 가지고 있던 덴마크 육균항공대는 코펜하겐 근처 푸레쇠시에 주둔하고 있었다. 1대의 포커CV E 정찰기가 독일 전투기들이 접근하고 있을 대 이륙을 시도했으나 고도50m에서 격추당했다. 승무원 전원이 전사했다. 독일 전투기들이 푸뢰쇠시 비행장 근처에 나타났을 대 격렬한 대공포화에 노출됐다. 이어 비행장에서 몇대의 포커 Dxxi 전투기가 파괴되었다. 덴마크 해군항공대 소속의 Fw200들은 비행장에서 남은 채 독일군에게 포획당했다.

### 서지
- Dildy, Douglas C. Denmark and Norway 1940: Hitler's boldest operation : Osprey Publishing Ltd., 2007, ISBN 978-1-84603-117-5
- Hooton, E.R (2007). Luftwaffe at War; Gathering Storm 1933-39: Volume 1. London: Chervron/Ian Allan. ISBN 978-1-903223-71-0.
- Hooton, E.R (2007). Luftwaffe at War; Blitzkrieg in the West: Volume 2. London: Chervron/Ian Allan. ISBN 978-1-85780-272-6.
- Lindeberg, Lars (1990) 9. april; De så det ske : Sesam, 1990. ISBN 87-7258-504-8

## 추가 자료
- Ziemke, Earl F. (2000 (reissue from 1960)). 〈The German Decision to Invade Norway and Denmark〉.   Kent Roberts Greenfield. 《Command Decisions》. United States Army Center of Military History. CMH Pub 70-7. 2007년 12월 30일에 원본 문서에서 보존된 문서. 2013년 2월 14일에 확인함.